# Lysitermus pallidus
Lysitermus pallidus är en stekelart som beskrevs av Forster 1862. Lysitermus pallidus ingår i släktet Lysitermus och familjen bracksteklar. Arten är reproducerande i Sverige. Inga underarter finns listade i Catalogue of Life.